# Конвей, Алан
Алан Конвей (англ. Alan Conway, также известен как Alan Conn, при рождении Eddie Alan Jablowsky; 1934—1998) — английский авантюрист и аферист, наиболее известный тем, что выдавал себя за режиссёра Стэнли Кубрика.

## Биография
Родился в 1934 году в лондонском районе Уайтчепел.
Уже в возрасте 13 лет за кражу был отправлен в борсталь (разновидность центра содержания под стражей несовершеннолетних в Соединённом Королевстве). После этого начал часто менять своё имя и фабриковать о себе различные личные истории. Среди прочего рассказывал, что он был польским евреем, заключённым в нацистский концлагерь.
Конвей был женат и вместе с супругой работали туристическими агентами в офисах Харроу и Масвелл Хилл. Некоторое время они работали в Южной Африке и снова вернулись в Англию. В 1980-х годах он бросил жену ради любовника-гея, который позже умер от СПИДа. Вскоре Алан Конвей оставил работу и впал в алкоголизм. После смерти жены Конвей стал попечителем их детей, но из-за жестокого обращения с ними был лишён опеки, а дети помещены в детский дом.
Умер в 1998 году от сердечного приступа.

## Выдача себя за Кубрика
В начале 1990-х годов, когда американский режиссёр Стэнли Кубрик исчез из поля зрения общественности, Алан Конвей, несколько похожий на него, выдавал себя за знаменитого американца. Он убедил нескольких деятелей индустрии развлечений в том, что является знаменитым режиссёром, пообещав им как роли в фильмах, так и эксклюзивные интервью. В обмен на еду, напитки, проживание в отеле и многое другое Алан Конвей всегда уверял своих партнёров по встречам, что его студия возместит их затраты. Так Фрэнк Рич, театральный критик The New York Times, был очарован выступлением Конвея в одном из ресторанов, пригласив афериста и его друзей присоединиться к своему столику. Рич был настолько убеждён в реальности «Кубрика» и его рассказами, что даже подумал, что Стэнли Кубрик был гомосексуалистом. Затем, почувствовав подвох, Рич связался с Warner Brothers, где ему сообщили, что Стэнли Кубрик, которого он встретил, был самозванцем.
В конце концов адвокат Стэнли Кубрика был проинформирован о мошенничестве, а когда сообщил режиссёру о самозванце, того позабавила эта история.
Британский режиссёр Брайан Кук снял фильм «Быть Стэнли Кубриком», где роль Алана Конвея сыграл Джон Малкович.